# Alfonso Vallés
Alfonso Vallés Jiménez (Barcelona, 24 de octubre de 1960) es un actor de doblaje español. Ha protagonizado doblajes en series, películas y videojuegos. Probablemente, su actuación más conocida haya sido la de Solid Snake en Metal Gear Solid, un videojuego de 1998 y, posiblemente, el trabajo por el que más se le recuerda. Otros personajes para los que ha prestado su voz son Cad Bane en Star Wars o Coloso en Deadpool. Actualmente trabaja como actor de doblaje del personaje Ganondorf, el Rey Demonio para el videojuego The Legend of Zelda: Tears of the Kingdom. Y recientemente en la serie X-Men '97 como Magneto.

## Carrera
Desde 1986, tras realizar un curso de doblaje realizado por "APADECA", se incorpora a la profesión tras el "boom" del vídeo y de las televisiones privadas, desarrollando su carrera tanto en castellano como en catalán. Alfonso Vallés ha trabajado de manera continua en el doblaje de multitud de series, películas y videojuegos, siendo la voz habitual de los actores Ed O'Neill, Vinnie Jones, Nick Chindlun, Dolph Lundgren, Travis Riker, Daniel Craig y Djimon Hounsou. Desde su trabajo más antiguo en el redoblaje de Dawn of the dead en 1986, hasta más recientes como Robin Hood en 2010 y a Armaduron en Virtual Hero. La Serie, su trabajo es extremadamente extenso. Así podemos encontrar sus doblajes más conocidos como son el doblaje de Bosco "M.A." Baracus en la versión de 2010 de El equipo A, Jack Malloy en Infelices para Siempre en 1995, así como Joe Morton en Terminator 2: el juicio final (Miles Bennett Dyson), Michael Jordan en Space Jam, Tim Roth en Pulp Fiction, Mark Rolston en The Shawshank Redemption y David Morse en The Green Mile en 2000. Como estas se puede indicar tu participación en otras producciones como The Fast and the Furious, Parque Jurásico III, Gladiator, Snatch, Back to the Future Part II, Pretty Woman, The Matrix, Saw IV, Iron Man 2, y doblando a Gary Oldman como Carnegie en The Book of Eli. En cuanto a videojuegos, se puede destacar algunos como Metal Gear Solid interpretando a Solid Snake, a Gangplank en League of Legends, Left 4 Dead 2, Star Fox 64 3D y a Vector en Sonic the Hedgehog.
Además, aparte de los actores mencionados, presta su voz con frecuencia a Mickey Rourke, Adewale Akinnuoye-Agbaje, Steven Bauer, Josh Brolin, Dave Bautista, Clancy Brown, Michael Madsen, Kim Coates, Terry Crews, Keith David, Idris Elba, Vinnie Jones, Ian McShane... Ha participado en más de 3000 doblajes. Su voz puede oírse en multitud de spots y cuñas para publicidad.
Especialmente memorable es su trabajo como Ed O'Neill en la célebre y exitosa serie estadounidense Matrimonio con hijos [1987-1997], donde Vallés doblaba al personaje central, el fracasado vendedor de zapatos Al Bundy.
Entre sus trabajos recientes más destacables, se encuentra su doblaje de Mickey Rourke en El luchador, en 2008.
Como detalle curioso, Vallés fue el primer actor de doblaje de Homer Simpson en el tiempo en que se emitían los Cortos de Los Simpson en The Tracey Ullman Show en España.
Podemos decir que ha saltado a la fama y es admirado en España por haber prestado su voz al personaje de Solid Snake en el videojuego Metal Gear Solid. Cabe destacar que probablemente sea el único que se ha equiparado en su actuación de voz a David Hayter (voz en inglés de Solid Snake y Naked Snake). Se le considera uno de los mejores actores de doblaje en la actualidad y normalmente suele poner su voz a personajes duros, fríos y serios, entre otros.
Es el actual actor de doblaje del juego League of Legends, interpretando al personaje Gangplank. También presta su voz al personaje de Hannes en la serie Ataque a los titanes. Además ha trabajado en The Legend of Zelda Tears Of The Kingdom como el Rey Demonio Ganondorf.

## Número de doblajes de actores más conocidos
- Voz habitual de Terry Crews (en 23 películas).
- Voz habitual de Djimon Hounsou (en 18 películas).
- Voz habitual de Kim Coates (en 17 películas).
- Voz habitual de Dolph Lundgren (en 17 películas).
- Voz habitual de Mickey Rourke (en 17 películas).
- Voz habitual de Clancy Brown (en 13 películas).
- Voz habitual de Dave Bautista (en 12 películas).
- Voz habitual de Vinnie Jones (en 11 películas).